# Monumento ad Antonio Stoppani (Milano)
Il monumento ad Antonio Stoppani è una scultura in bronzo posta nei giardini pubblici di Milano.

## Storia e descrizione
Già nel 1891, subito dopo il suo funerale, si aprì una sottoscrizione per realizzare un busto in marmo di Antonio Stoppani da collocare nel Museo Civico di Storia Naturale, busto realizzato pochi mesi dopo da Giulio Branca.
Nello stesso periodo il periodico Il Bene avviò una sottoscrizione per un monumento, raccogliendo però solo lire 4540, nonostante il contributo della regina Margherita; ciò era dovuto anche alla concomitanza di altre sottoscrizioni per i monumenti a Alessandro Manzoni, a Giovanni Battista Piatti e ad Antonio Rosmini, pertanto la sottoscrizione fu sospesa e ripresa solo nel 1896.
La nuova sottoscrizione fu organizzata da un comitato composto da Luca Beltrami, Nepomuceno Bolognini, Gian Alfonso Casati, Rinaldo Ferrini, Luigi Gabba, Ercole Gnecchi, Federico Legnani, Giuseppe Mercalli, Giuseppe Morando, Torquato Taramelli, Pietro Viganò, Natale Zucchi e Angelo Maria Cornelio; Beltrami, Mercalli e Taramelli erano stati allievi dello Stoppani. Nel 1897 si raggiunse un totale di circa 20000 lire, con nuove donazioni dalla famiglia reale, ma anche da numerosi sacerdoti, soprattutto del territorio lecchese, luogo di origine dello Stoppani.
Nel febbraio 1897 la realizzazione fu affidata a Francesco Confalonieri, che aveva conosciuto direttamente Stoppani nei mesi in cui aveva lavorato al monumento a Manzoni. Alla fine di maggio 1897 il comitato presentò al sindaco Giuseppe Vigoni (anch'egli allievo dello Stoppani) la richiesta per uno spazio in prossimità del Museo Civico di Storia Naturale, approvato all'unanimità dal consiglio comunale il 30 giugno.
La statua in bronzo rappresenta «lo Stoppani maestro, nei bei tempi in cui andava escogitando — come disse il Taramelli — il Corso di geologia, coll'abito di sacerdote professore»; è alta 3,50 metri. La scelta di una statua in bronzo, anziché in marmo, fu dovuta ad alcuni scritti di Stoppani in cui esprimeva l'opinione che la cattiva conservazione di monumenti in marmo a Milano fosse dovuta al clima. Il piedistallo, alto 3,95 m, è in granito rosa di Baveno, descritto da Stoppani nel proprio Corso di Geologia.
L'iscrizione del piedistallo è «ANTONIO STOPPANI / MDCCCXCVIII». Il serto del 1913 posto alla base riporta l'iscrizione «LA SEZIONE DI MILANO / DEL CLUB ALPINO ITALIANO / AL SUO PRIMO PRESIDENTE / NEL XL A. DI FONDAZIONE / MCMXIII». Sui lati alla base sono presenti due iscrizioni, a sinistra «N. A LECCO MDCCCXXIV» e a destra «M. A MILANO MDCCCXCI».

## Inaugurazione
L'inaugurazione si svolse l'8 giugno 1898, mentre a Milano perdurava lo stato d'assedio per i moti del mese di maggio; la celebrazione, che vide una numerosa partecipazione anche da parte di rappresentanze da vari luoghi d'Italia, poté aver luogo solo grazie a eccezionali concessioni da parte del generale Bava Beccaris.
(Inizio del discorso di Natale Zucchi all'inaugurazione)